# Carmen Maura
Carmen García Maura, född 15 september 1945 i Madrid, är en spansk skådespelare. Hon har medverkat i mer än 100 filmer, men är internationellt mest känd för sitt samarbete med den kände spanske regissören Pedro Almodóvar.

## Bakgrund
Carmen Maura kommer från en välkänd och inflytelserik familj, i vilken många har varit verksamma inom politik och konstnärliga yrken. Hon har studerat filosofi och litteratur vid École des Beaux-Arts i Paris. 1964-1970 var hon gift med advokaten Francisco Forteza, med vilken hon har barnen Carmen och Pablo.

## Yrkesliv
Maura började sin karriär som kabarésångerska. Hon debuterade som filmskådespelare 1969 i kortfilmen El espíritu, och året efter medverkade hon i sin första långfilm, Las gatas tienen frío. Sin första huvudroll hade hon 1977 i Tigres de papel. Hon har spelat flera dramatiska roller, men är mest känd för sitt komiska arbete.
Första gången Carmen Maura medverkade i en film av Pedro Almodóvar var (1980), i Pepi, Luci, Bom y otras chicas del montón, dennes första spelfilm. Under det kommande decenniet arbetade hon med honom i ytterligare fem filmer: Dunkla drifter (1983), Vad har jag gjort för att förtjäna detta? (1984), Kärlekens matadorer (1986), Begärets lag (1987) och Kvinnor på gränsen till nervsammanbrott (1988).
Den sistnämnda filmen blev en kulmen för deras samarbete. Den blev flerfaldigt prisbelönt och innebar ett internationellt genombrott för såväl regissören som flera av skådespelarna. För sin gestaltning av TV-aktrisen Pepa Marcos, som tappert försöker hålla samman sitt sönderfallande liv, belönades Maura med det europeiska filmpriset European Film Award ("Felix") i kategorin bästa kvinnliga huvudroll, det spanska filmpriset Goya i samma kategori, samt det spanska filmpriset Fotograma de Plata i kategorin bästa kvinnliga skådespelare på bio.
Inspelningen av Kvinnor på gränen till nervsammanbrott medförde djupa konflikter mellan Maura och Almodóvar, och deras samarbete upphörde, för att inte återupptas igen förrän nästan två decennier senare, i filmen Att återvända (2006). För denna rollprestation, som en (eventuellt) död mor, fick hon ännu en Goya, i kategorin bästa kvinnliga biroll. Även priset för bästa kvinnliga skådespelare vid Filmfestivalen i Cannes gick till denna film, och gavs kollektivt till Carmen Maura, Penélope Cruz, Lola Dueñas, Chus Lampreave, Blanca Portillo och Yohana Cobo.

## Priser
Carmen Maura har tilldelats en mängd priser under sin långa yrkesbana, såväl nationella som internationella. Av dessa kan nämnas:
- Fyra Goya, som delas ut av den spanska filmbranschorganisationen Academia de las Artes y las Ciencias Cinematográficas de España, varav tre för bästa kvinnliga huvudroll - fler än någon annan.
- Sex gånger har hon vunnit en Fotograma de Plata, som delas ut av den spanska filmtidskriften Fotograma.
- Det hittills senaste priset fick hon vid internationella filmfestivalen i Locarno 2007, då hon förärades en Excellence Award för sin samlade yrkesgärning.